# Delta Sagittarii
Delta Sagittarii (δ Sgr / δ Sagittarii) è un sistema stellare presente nella costellazione del Sagittario.
Il suo nome tradizionale è Kaus Media.

## Osservazione
Kaus Media ha una magnitudine apparente +2,72, il che la rende la quarta stella più brillante della costellazione, dopo ε Sagittarii, σ Sagittarii e ζ Sagittarii. Si tratta quindi uno dei tanti casi in cui Bayer non ha assegnato le lettere alle stelle a seconda della loro luminosità.
Si individua nella parte occidentale della costellazione quasi al confine con le costellazioni dell'Ofiuco e dello Scorpione. Posta quasi 30° a sud dell'equatore celeste, Kaus Media è una stella appartenente all'emisfero australe. La sua declinazione meridionale ne limita le possibilità di osservazione nell'emisfero boreale, ove è osservabile solo nelle regioni a sud del 60º parallelo. Essa comunque nelle regioni temperate dell'emisfero apparirà bassa all'orizzonte sud e visibile per poche ore della notte. Più ampie sono le possibilità di osservarla quando ci si avvicina alle regioni tropicali. Il periodo migliore per osservarla corrisponde all'estate boreale.
Kaus Media fa anche parte dell'asterismo della Teiera, di cui assieme a ε Sagittarii, ζ Sagittarii e φ Sagittarii, forma il corpo.

## Caratteristiche
Kaus Media è una stella gigante arancione appartenente alla classe spettrale K3. Essa dista 306 al dalla Terra; dalla sua luminosità apparente e dalla distanza si può ricavare la sua luminosità intrinseca che risulta essere 1180 L⊙, una volta che si sia presa in considerazione la notevole quantità di radiazione infrarossa che la stella emana. Si tratta di un valore molto elevato anche per una gigante. Il suo raggio è 62 volte quello del sole, circa i tre quarti dell'orbita di Mercurio, e la sua massa circa 5 M⊙. Probabilmente sta attualmente fondendo l'elio presente nel suo nucleo in carbonio e ossigeno.

## Stelle compagne
Il sistema stellare Delta Sagittarii, oltre alla principale descritta finora, è composto da tre deboli stelle di classe K o M, chiamate rispettivamente:
- Delta Sagittarii B, di 14 magnitudine, separata dalla principale di 26 secondi
- Delta Sagittarii C, di 15 magnitudine, separata dalla principale di 40 secondi
- Delta Sagittarii D, di 13 magnitudine, separata dalla principale di 58 secondi

Non è però certo se queste stelle formano un sistema fisico effettivo o se sono semplicemente allineate sulla linea di vista. Se sono fisicamente legate alla principale, allora la loro distanza dalla più potente compagna va da almeno 2400 au per Delta Sagittarii B ad almeno 5 400 UA per Delta Sagittarii D e i loro periodi orbitali da almeno 53 000 anni per Delta Sagittarii B ad almeno 180 000 anni per Delta Sagittarii D.

## Etimologia
Il nome Kaus Media deriva dall'arabo قوس (qaws)= arco e dal latino media, cioè in mezzo. In effetti essa assieme a ε Sagittarii (Kaus Australis) e a λ Sagittarii (Kaus Borealis) forma l'arco impugnato dalla figura mitologica dell'arciere che dà il nome alla costellazione. Kaus Media si trova al centro dell'arco, mentre Kaus Australis e Kaus Borealis ne disegnano rispettivamente la parte meridionale e settentrionale.
Nell'astrologia Hindu la stella viene chiamata Purvashada Nakshatra.
Nel sistema delle antiche costellazioni cinesi era la quarta delle sei stelle che compongono il Mestolo, o Carro del Sud, facente parte della Tartaruga Nera.